# Лучано Сушань
Лучано Сушань (хорв. Luciano Sušanj; 10 листопада 1948 — 14 квітня 2024) — хорватський легкоатлет, який спеціалізувався в бігу на середні дистанції.

## Життєпис
Фіналіст Олімпійських ігор (6-е місце) з бігу на 800 метрів (1976).
Чемпіон Європи з бігу на 800 метрів (1974).
Чемпіон Європи в приміщенні з бігу на 400 метрів (1973) та 800 метрів (1974).
По завершенні змагальної кар'єри (1976), служив членом Ради Європейської легкоатлетичної асоціації (1987—1991), Президентом Федерації легкої атлетики Хорватії (2000—2014) та обіймав посаду віцепрезидента Олімпійського комітету Хорватії.
Пішов з життя, маючи 75 років.